# Lissotes darlingtoni
Lissotes darlingtoni es una especie de coleóptero de la familia Lucanidae.

## Distribución geográfica
Habita en Victoria (Australia).